# Якоб II (Мьорс-Сарверден)
Якоб II фон Мьорс-Сарверден (на немски: Jakob II von Moers-Saarwerden; † между 14 октомври – 22 октомври 1514) е граф на Мьорс и Сарверден в Елзас и господар на господствата Лар и Малберг.

## Произход
Той е най-малкият син на граф Якоб I фон Мьорс-Сарверден († 1483) и втората му съпруга графиня Кунигунда фон Зоненберг-Валдбург († сл. 1485), дъщеря на трушсес, граф Еберхард I фон Валдбург-Зоненберг († 1479) и графиня Кунигунда фон Монтфорт-Тетнанг († сл. 1463). Внук е на граф Йохан I фон Мьорс-Сарверден († 1431) и Аделхайд фон Геролдсек, наследничка на Лар-Малберг († сл. 1440).
По-малък брат е на Йохан III (II) (* 1468; † 14 март – 14 октомври 1507), граф на Сарверден и Мьорс, господар на Лар-Малберг (1488 – 1527), и по-малък полубрат на Николаус († 1495), граф на Мьорс и Сарверден (1483 – 1488).

## Фамилия
Якоб II се жени на 3 ноември 1513 г. за графиня Беатрикс фон Салм-Оберсалм († 1528), дъщеря на граф Йохан V фон Салм (1431 – 1485) и Маргарета фон Зирк (1437 – 1520). Бракът е бездетен.